# Малейковщизна (Лидский район)
Малейковщизна (бел. Малэ́йкаўшчына, Малэ́йкаўшчызна) — деревня в Лидском районе Гродненской области Беларуси. Входит в состав Дворищанского сельсовета.

## География
Пролегает дорога Р-89.
Ближайшие населённые пункты Довкни, Лида, Колышки и др.

### Гидрография
Река Лидейка. Новолидское водохранилище.

## Этимология
От имени Maleika (с образованием -eik-) — литовская фамилия Maleika. Та же основа Mal- в имени Maliušas, от которого Малюшичи.

## История
С 1904 года в Лидской волости Лидского уезда Виленской губернии Российской империи.
До 1978 года деревня входила в состав Дубровенского сельсовета, до 21 февраля 2023 года — в состав Круповского сельсовета.
11 ноября 2022 года часть деревни Малейковщизна Круповского сельсовета Лидского района Гродненской области площадью 18,6 гектара включена в черту города Лиды.

## Население

### Численность
- 2019 год — 823 жителей

### Динамика
- 1999 год — 1 175 жителей (перепись населения)
- 2009 год — 944 жителей (перепись населения)[2]
- 2019 год — 823 жителей (перепись населения)

## Улицы
- Лесная
- Новонабережная
- Озёрная
- Садовая и др.